# Bodtjärnen (Håsjö socken, Jämtland)
Bodtjärnen är en sjö i Bräcke kommun i Jämtland och ingår i Indalsälvens huvudavrinningsområde. Sjön har en area på 0,121 kvadratkilometer och ligger 253 meter över havet.

## Delavrinningsområde
Bodtjärnen ingår i det delavrinningsområde (699195-152706) som SMHI kallar för Utloppet av Lövsjön. Medelhöjden är 262 meter över havet och ytan är 2,28 kvadratkilometer. Det finns ett avrinningsområde uppströms, och räknas det in blir den ackumulerade arean 16,68 kvadratkilometer. Vattendraget som avvattnar avrinningsområdet har biflödesordning 3, vilket innebär att vattnet flödar genom totalt 3 vattendrag innan det når havet efter 116 kilometer. Avrinningsområdet består mestadels av skog (73 procent). Avrinningsområdet har 0,31 kvadratkilometer vattenytor vilket ger det en sjöprocent på 13,4 procent.